# Tone Ng Shiu
Tone Ng Shiu (Napier, 26 de maio de 1994) é um jogador de rugby sevens neozelandês.

## Carreira
Ng Shiu fez sua estreia internacional pelo New Zealand Sevens em 2017. Ele foi nomeado o Jogador do Ano de Rugby Sevens da Nova Zelândia de 2019. Ele foi nomeado para o time da Nova Zelândia para o Rugby sevens nas Olimpíadas de Verão de 2020.
Ng Shiu fez parte do time All Blacks Sevens que ganhou uma medalha de bronze nos Jogos da Commonwealth de 2022 em Birmingham. Ele foi selecionado para a equipe novamente para a Copa do Mundo de Rúgbi Sevens de 2022 na Cidade do Cabo. Ele ganhou uma medalha de prata depois que seu time perdeu para Fiji na final da medalha de ouro.